# Sonia Ursu-Kim
Sonia Ursu-Kim (n. 24 iulie 1993, Suceava, România)  este o jucătoare de baschet română. Joacă pe poziția de Shooting guard⁠(d) pentru echipa națională de baschet feminin a României și pentru Sleza Wroclaw în Basket Liga Kobiet⁠(d).

## Tinerețe
Ursu s-a născut în familia unui bărbat inginer sud-coreean care lucra pe un șantier naval din România și a unei femei române. A petrecut primii ani din viață în Coreea de Sud înainte de a se întoarce în România, unde a început să meargă la școală în Suceava. În clasa a IV-a s-a mutat în București, unde mama sa a deschis un restaurant coreean. Ursu a urmat lecții de pian și a mers la înot. Mai târziu, a devenit interesată de modă și de baschet. Poate vorbi fluent româna și coreeana.

## Carieră
În ciuda faptului că a primit mai multe oferte de la echipe de baschet universitar din Statele Unite, în octombrie 2012 a semnat cu Chuncheon Woori Bank Hansae în cadrul WKBL din Coreea de Sud. Din 2014 până în 2016 a jucat în Liga Națională a României, atât pentru Olimpia CSU Brașov, cât și pentru CSU Alba Iulia. Înainte de sezonul 2016-17 a semnat cu CEZ Nymburk. În sezonul următor s-a alăturat clubului Sleza Wroclaw în Polonia.
Ursu reprezintă România la nivel internațional, inclusiv la Jocurile Olimpice de vară din 2020 de la Tokyo. Ea a făcut parte din echipa care a câștigat Campionatul European U18 din Divizia B 2010 și a jucat și la Campionatul Diviziei B U20 2013. A jucat în toate cele patru jocuri de grupă de la EuroBasket Women 2015, însă România nu a reușit să avanseze.